# آبشار خونه
آبشارهای خونه و آبشارهای فا فنگ (لائو: ນ້ຳຕົກຕາດຄອນພະເພັງ ; خمر: ល្បាក់ខោន، Lbak Khaon) با هم آبشاری را تشکیل می‌دهند که در استان چامپاساک بر روی رودخانه مکونگ در جنوب لائوس، نزدیک مرز با کامبوج واقع شده‌است. این آبشار با ۱۰٬۷۸۲ متر (۶٫۷ مایل) عریض‌ترین آبشار جهان است.
آبشار خونه بزرگترین آبشار جنوب شرق آسیا است. وجود این آبشار دلیل اصلی قابل کشتیرانی نبودن کامل رود مکونگ به چین است. این آبشار با هزاران جزیره و آبراه‌های بی‌شماری خود باعث شده‌است که به این منطقه نام سی‌فان دان یا «۴۰۰۰ جزیره» داده‌است.
بلندترین آبشارهای آن به ۲۱ متر (۶۹ فوت) می‌رسد؛ زنجیره‌ای از تنداب‌ها ۹٫۷ کیلومتر (۶٫۰ مایل) از طول رودخانه را دربر گرفته‌اند. میانگین آبدهی آبشارها نزدیک به ۱۱٬۰۰۰ متر مکعب بر ثانیه (۳۹۰٬۰۰۰ فوت مکعب بر ثانیه) است، با بالاترین جریان ثبت شده در بیش از ۴۹٬۰۰۰ متر مکعب بر ثانیه (۱٬۷۰۰٬۰۰۰ فوت مکعب بر ثانیه).

## کشتیرانی
آبشار خونه دلیل اصلی عدم امکان کشتیرانی رودخانه مکونگ به چین است. در اواخر قرن نوزدهم، استعمارگران فرانسوی تلاش‌های مکرری برای عبور از آبشار انجام دادند، اما تلاش‌های آنها شکست خورد. این دشواری منجر به ساخت راه‌آهن دون دت به دون خون در جزایر دون دت و دون خون شد.

## حیات وحش
سگ‌ماهی جویباری خونه از یک نمونه جمع‌آوری شده در مکونگ در آبشار خونه شناخته شده‌است. این آبشار محل زندگی گربه‌ماهی‌بزرگ مکونگی (پلاباک) است، گونه‌ای از گربه‌ماهی در حال انقراض که گفته می‌شود بزرگترین ماهی آب شیرین در جهان است. گفته می‌شود که پلاباک به طول ۳ متر (۱۰ فوت) و وزن ۶۴۶ پوند (۲۹۳ کیلوگرم) می‌رسد.

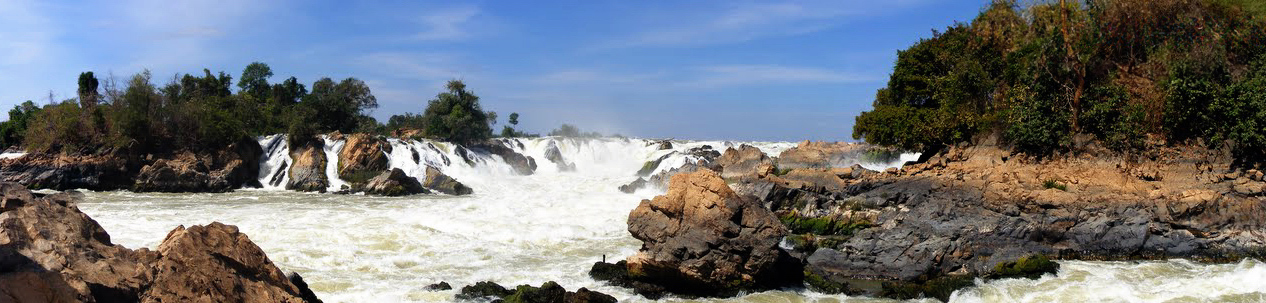
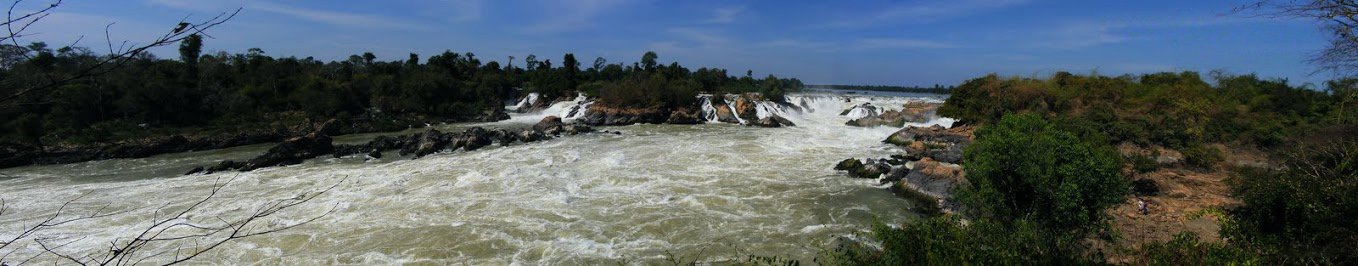